# ذو الفقار بصير (صاروخ باليستي)
ذو الفقار بصير: هو صاروخ باليستي بحري إيراني الصنع ضد الأهداف البحرية بما في ذلك حاملات الطائرات. ويُعَد النسخة البحرية للصاروخ ذو الفقار الباليستي البري أرض-أرض. والذي يعمل بالوقود الصلب، وقد أعلنت عنه جمهورية إيران عام 2016م اما صاروخ (ذو الفقار بصير) فقد تم الإعلان الرسمي عنه سنة 2020م. ويبلغ مداه أكثر من 700 كيلومتر، وهو مجهز بكاشف ضوئي بالإضافة إلى رأس حربي، كما وله القدرة على إصابة الأهداف البحرية بدقة عالية. ويُعتبَر جيل جديد من عائلة صواريخ (ذو الفقار) أرض-أرض الذي يتراوح مداه بين 700 و750 كيلومتر، وسبق لطهران أن أعلنت عن إستخدامه في استهداف مواقع لتنظيم الدولة الإسلامية في سوريا عام 2018م. بالإضافة إلى إستخدامه سنة 2020م  ضد قواعد عسكرية أمريكية في العراق يتواجد فيها جنود أميركيون.

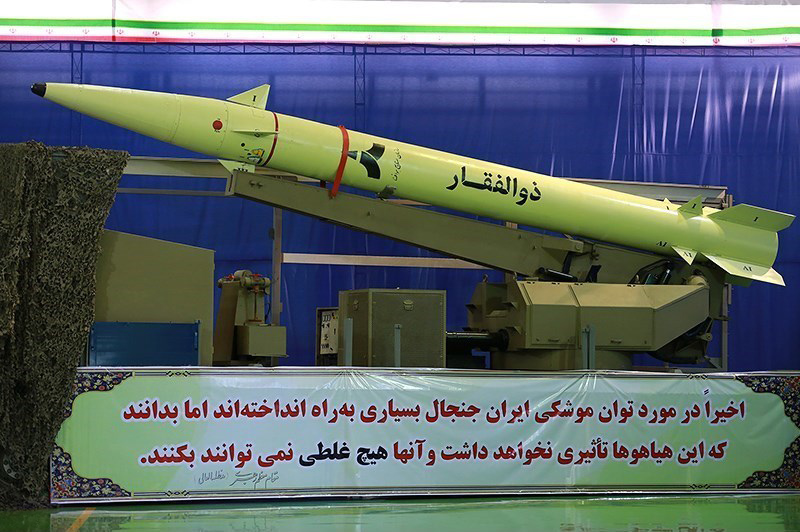
صاروخ ذو الفقار الباليستي إيراني الصنع

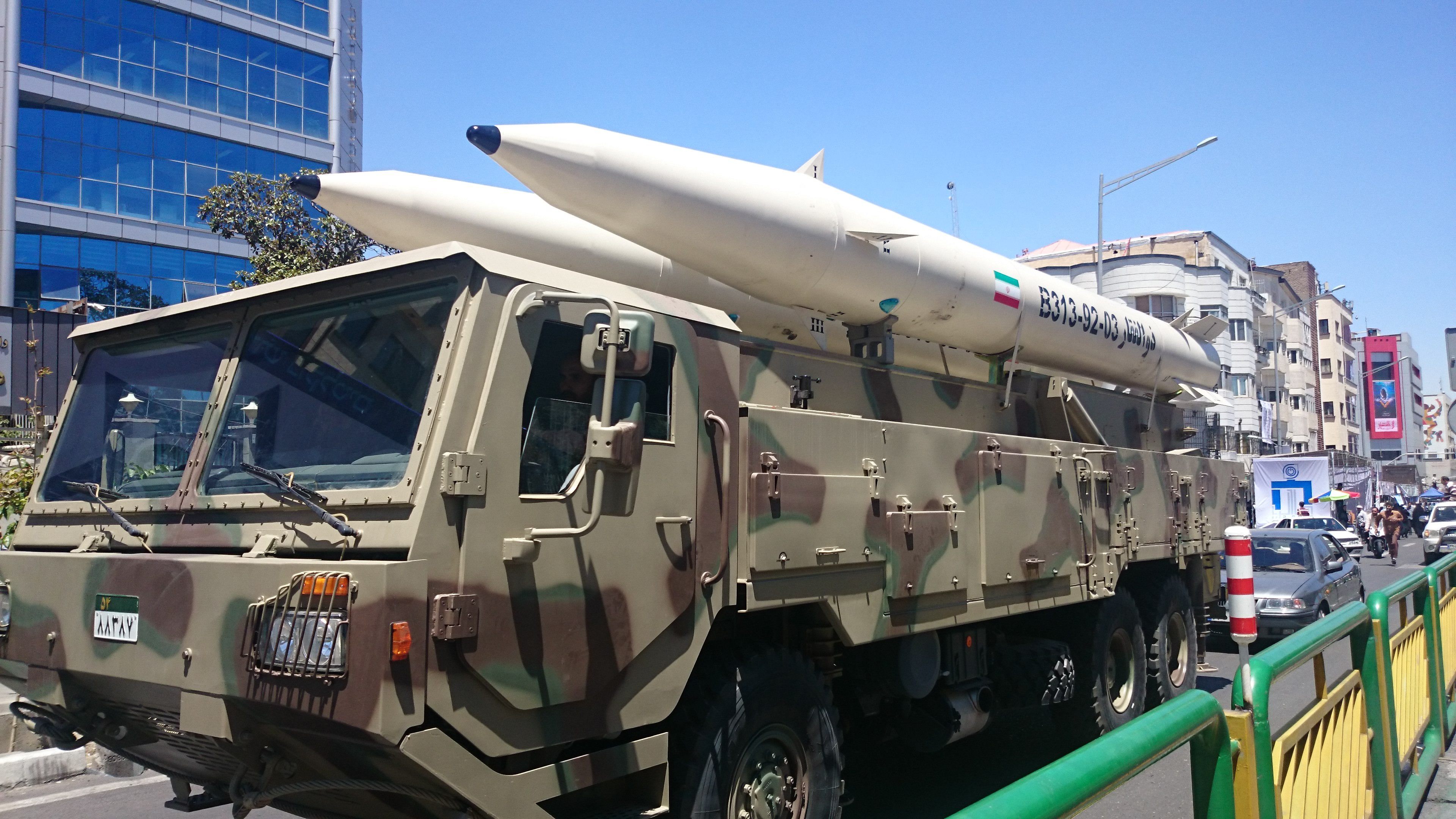
صاروخ ذو الفقار الذي يعمل بالوقود الصلب، خلال مسيرة يوم القدس 96

## صناعة الصواريخ البحرية الإيرانية
استثمرت جمهورية إيران مبالغ كبيرة في الصناعات العسكرية للقوات المسلحة، لتصميم وإنتاج صواريخ مضادة للسفن بمديات مختلفة لاسيما صواريخ «كروز» التي لديها قابلية الإطلاق من ثلاث فئات، من الطائرات ومنصات الإطلاق الأرضية ومن السفن والغواصات. وقد تسارعت وتيرة تطوير وتوسيع قسماً من المعدات الصاروخية للبلاد في مختلف القطاعات خلال السنوات الماضية، حيث يمكن ملاحظة مضاعفة سرعة هذا التطور بشكل واضح. وفي أحدث الإنجازات العسكرية في هذا الصدد، تم تزويد القوة الجوية الإيرانية بصواريخ كروز «نصر» المضادة للسفن، حيث قامت مؤسسة الصناعات الجوفضائية التابعة لوزارة الدفاع، بتسليم القوة الجوية في الجيش الإيراني، أول مجموعة منتجة من هذه الصواريخ المضادة للسفن والتي تُطلَق جواً. واستثمرت الجمهورية الإسلامية في إيران مبالغ كبيرة لإنتاج صواريخ مضادة للسفن بمديات مختلفة لاسيما في إنتاج أنواع متنوعة من صواريخ كروز التي لها قابلية الإطلاق من ثلاث فئات رئيسية أي منصات عائمة ومن الطائرات والمنصات الأرضية. اما عن مديات هذه الصواريخ فهي تتفاوت من صاروخ لآخر، ولكن هناك إنجازات تحققت فيما يخص مديات هذه الصواريخ في الآونة الأخيرة بحسب مصادر دولية وأخرى إيرانية. حيث أكد مسؤول كبير بالجيش الإيراني يوم 16 تشرين الأول من عام 2018م إن طهران زادت مدى صواريخها الباليستية أرض-بحر إلى 700 كيلومتر ونقلت وكالة فارس للأنباء عن أمير علي حاجي زادة قائد القوات الجوفضائية بالحرس الثوري قوله «نجحنا في صنع صواريخ باليستية أرض-بحر، ليست صواريخ كروز، صواريخ يمكنها قصف أي مركب أو سفينة من على بعد 700 كيلومتر»، وقال حاجي زادة إن الحرس الثوري ركز على زيادة مدى الصواريخ أرض-بحر بعدما سأل الزعيم الأعلى الإيراني آية الله علي خامنئي الجيش قبل نحو عشرة أعوام عن إمكانية (قصف سفن) باستخدام مقذوفات باليستية.

## نبذة مختصرة عن صواريخ ذو الفقار
يُعتبَر صاروخ ذو الفقار البري عضو جديد في عائلة صواريخ أرض - أرض «فاتح» المصنعة محلياً. والذي يحمل اسم «ذو الفقار» ليكون ترتيبه العضو التاسع في عائلة الصواريخ الباليستية والثالث في حقل الصواريخ البعيدة المدى، العاملة بالوقود الصلب المركب، يُعَد صاروخ ذو الفقار الباليستي أحد أدق الصواريخ الإيرانية البالستية متوسطة المدى، وقد تم الكشف عنه سنة 2016م حيث يمكنه إصابة الأهداف المتفرقة على الأرض ومدارج المطارات وغيرها. وهو نسخة مطورة عن صاروخ فاتح 110. يبلغ مدى هذا الصاروخ أكثر من 700 كيلومتر وطوله 8.86 متر وقطره 61 سنتم ووزنه 450 كغم. وفي سنة 2020م أعلنت جمهورية إيران عن النسخة البحرية لصاروخ ذو الفقار تحت اسم (ذو الفقار بصير)، والبالغ مداه أكثر من 700 كيلومتر.

## الإعلان الرسمي
أعلن الحرس الثوري الإيراني في 27 أيلول/ سبتمبر 2020م عن صاروخ بحري باليستي جديد من طراز «ذو الفقار بصير» يفوق مداه 700 كيلومتر. حيث تم الكشف عنه رسمياً خلال معرض (القدرات الإستراتيجية لقوات الجو-الفضاء) والذي أقامه في العاصمة الإيرانية طهران، تضمن صواريخ وطائرات مسيرة إيرانية الصنع، ويُعتبَر «ذو الفقار بصير» أحدث الصواريخ البحرية الباليستية التي كشفت عنها جمهورية إيران، حيث كانت أعلنت عن تصنيعها لصواريخ «الخليج الفارسي» و «هرمز» البحرية، التي يصل مداها إلى 300 و 250 كيلومتر. بالإضافة إلى صاروخ كروز الشهيد أبو مهدي المهندس البالغ مداه 1000 كيلومتر. والذي كشف عنه الرئيس الإيراني حسن روحاني. وقد نشرت وكالة تسنيم الدولية للأنباء صوراً للصاروخ الجديد محمولاً على شاحنة، على هامش إفتتاح معرض في طهران لقدرات قوات الجو فضاء التابعة للحرس، بحضور قائده اللواء حسين سلامي ورئيس مجلس الشورى محمد باقر قاليباف.

## الخصائص
ان هذا الصاروخ الباليستي الجديد الذي أُطلِقَ عليه اسم (ذو الفقار بصير)، هو  نسخة بحرية من صاروخ ذو الفقار أرض-أرض. وعُرِضَ الصاروخ الجديد خلال إفتتاح حديقة الطيران الوطنية بطهران، والتي أُطلِقَ عليها اسم معرض القدرات الإستراتيجية لقوات الفضاء في البلاد. ويتمتع بالقدرة على إصابة الأهداف بدقة عالية. وهو مزود بأجهزة استشعار بصرية، بالإضافة إلى رأس حربي. ومن المعروف أن صاروخ ذو الفقار بصير مثبت على منصة متحركة، وبمساعدة هذا الصاروخ، من الممكن تدمير أهداف بحرية كبيرة، بما في ذلك حاملات الطائرات.

## ردود أفعال
إيران
قائد القوات الجوية في الحرس الثوري الإيراني:
قال قائد القوات الجوية في الحرس الثوري، علي حاجي زادة، خلال حفل الإفتتاح، إن إيران باتت من بين الدول العشر الأكثر تقدماً في مجال الصواريخ والطائرات المسيرة والحرب الإلكترونية.
قائد الحرس الثوري الإيراني:
قال اللواء حسين سلامي قائد الحرس الثوري الإيراني خلال الإحتفال (إنكم تشاهدون في هذه الواحة خارطة شاملة لقدرة الردع التي تتمتع بها الجمهورية الإسلامية)، بحسب ما نقلت عنه وكالة الأنباء الرسمية إرنا. وشدد قائد الحرس الثوري، حسين سلامي، على أن بلاده لن تتوقف عن إنتاج ما يعزز قدرتها وقوتها.
 الصين
نشرت صحيفة (سينا الصينية) تقريراً قالت فيه إن الحرس الثوري الإيراني أعلن مؤخراً عن صاروخ باليستي بحري يزيد مداه عن 700 كيلومتر. ووفقاً للصحيفة فإن الصاروخ البحري الجديد يحمل اسم «ذو الفقير بصير» وهو من الصواريخ الباليستية التي تنتمي لصاروخ «ذو الفقار» وهو صاروخ أرض-أرض. وبحسب ما أوردت الصحيفة فإن الحرس الثوري الإيراني استخدم صاروخ «ذو الفقار» ضد تنظيم «الدولة الإسلامية» في سوريا عامي 2017 و2018، كما واستخدمته طهران في قصف القواعد الأمريكية في العراق في كانون الثاني من عام 2020.